# Harewood (Herefordshire)
Pour les articles homonymes, voir Harewood.
Harewood est un village et une paroisse civile du Herefordshire, en Angleterre.

## Géographie
Harewood se trouve dans le sud du Herefordshire, dans la Area of Outstanding Natural Beauty de la vallée de la Wye, à une dizaine de kilomètres au sud de la ville de Hereford. C'est une paroisse rurale qui comprend le hameau de Harewood End, mais surtout des demeures isolées. La route A49 (en) passe au sud-ouest de la paroisse, traverse Harewood End et marque la limite avec la paroisse civile de Pencoyd.

## Patrimoine
Harewood Park (en), propriété du duché de Cornouailles depuis 2000, est un domaine de 360 hectares autour d'un ancien manoir détruit dans les années 1950. La paroisse civile comprend également sept monuments classés de grade II.